# Françoise Soulié
Pour les articles homonymes, voir Soulié.
Anne Françoise Soulié, née le 6 août 1930 à Asnières-sur-Seine, est une comédienne française. Elle était l'épouse de Maurice Biraud.

## Filmographie
- 1951 : Buridan, héros de la Tour de Nesle d'Émile Couzinet : Myrtille de Marigny
- 1952 : Coiffeur pour dames de Jean Boyer : Denise Brochand
- 1952 : La Dame aux camélias de Raymond Bernard : Blanche
- 1952 : Minuit quai de Bercy de Christian Stengel : une cliente
- 1952 : Piédalu fait des miracles de Jean Loubignac
- 1952 : Le Rideau rouge (ou Ce soir on joue Macbeth) d'André Barsacq
- 1953 : Leur dernière nuit de Georges Lacombe : Nicole
- 1956 : L'Homme aux clés d'or de Léo Joannon : Odette Bellanger
- 1956 : Mon coquin de père de Georges Lacombe : Monique
- 1962 : L'Affaire des bons enfants épisode de L'inspecteur Leclerc enquête, de Marcel Bluwal, série TV : Mme Devallan